# Ель-Бальєстеро
Ель-Бальєстеро (ісп. El Ballestero) — муніципалітет в Іспанії, у складі автономної спільноти Кастилія-Ла-Манча, у провінції Альбасете. Населення — 479 осіб (2010).
Муніципалітет розташований на відстані близько 200 км на південний схід від Мадрида, 55 км на захід від Альбасете.

## Демографія
Динаміка населення (INE ):

## Галерея зображень

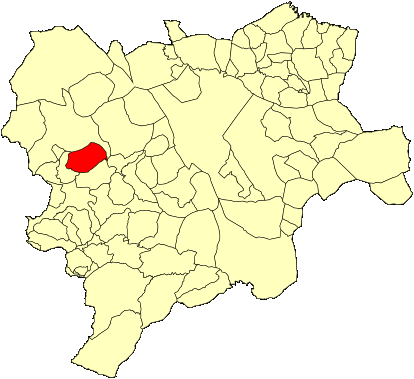
Розташування муніципалітету у провінції Альбасете
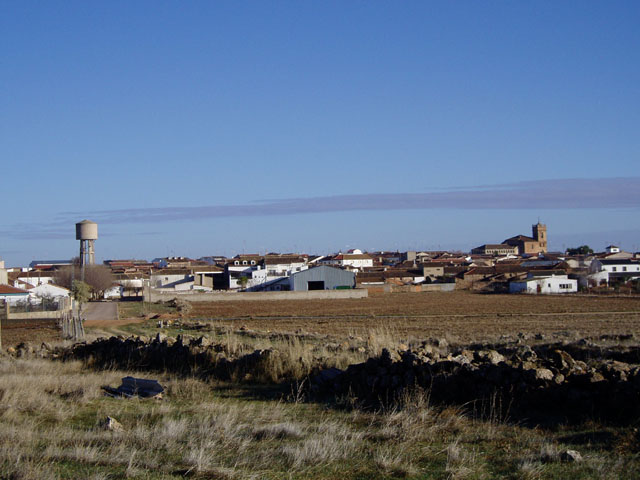
Ель-Бальєстеро
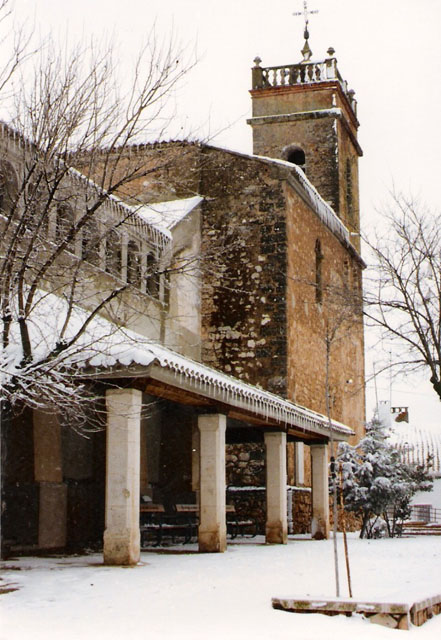
Церква Сан-Лоренсо у Ель-Бальєстеро взимку
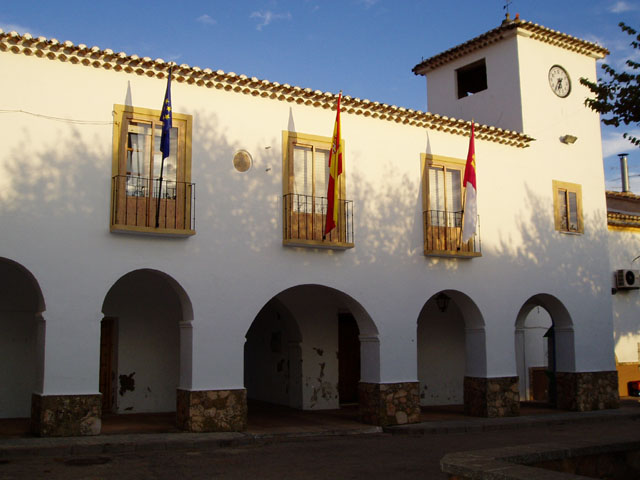
Муніципальна рада